# 밀양가을굿놀이
밀양가을굿놀이는 밀양시 초동면 신월리에서 행해지던 놀이다.

## 개요
‘새터가을굿’은 초동면 신호리, 즉 새터마을 사람들이 추수를 마친 뒤 햇오곡을 커다란 그릇에 담아서 진설하여 서낭고사를 지낸 다음, 공산타작·타작마당·북더기타작·매질통 등 수확노동을 놀이로 재현하고 끝에 굿판을 벌이던 행사이다.
이 놀이는 서낭신에게 추수를 감사하고 풍년을 기원하는 데 의의가 있다. 추수를 마치고 햇곡식을 서낭신에게 바치고 신에게 감사하는 성격을 띈다는 것과, 타작의 기구로 재래의 농기구가 총 망라된다는 특징이 있다.
밀양가을굿놀이는 정확한 기원은 알 수 없고 명칭변화도 정확히 알 수 없다.
동네사람의 증언을 통해서 오래전부터 연희되었다고 추측 할 수 있다. 처음에는 공상타작놀이라고 불려 1969년부터는 몇해 동안 밀양아랑제 폐막식때 연희되었다가, 중단되었다가, 1984년 충주에서 열린 전국 민속예술 경연대회에 참여했으며, 언제부터 사람들의 의견을 수렴하여 새터가을굿이라고 명해졌다가, 중단되었다가, 2005년경에 복원되었다. 최근에는 지명까지 더해 밀양새터가을굿(또는 밀양새터가을굿놀이)이라 명해졌다.
며칠전 새터마을 주민들이 전국대회에서 최우수상을 받았다.

## 순서
- 입장
- 성황고사
- 공상타작
- 가을작마당
- 뿍대기 타작
- 목메놀이
- 판굿

## 참고 문헌
- 한국민족문화대백과사전
- 부산대학교 대학원 무용학과 서점순 석사논문(1999.2), 71면~102면